# Тихомирово
Тихомирово е село в Южна България. То се намира в община Раднево, област Стара Загора.

## География
Тихомирово се намира на 8 km от град Раднево в разклонението Раднево - Знаменосец - Тихомирово - Свободен.

## История
Името на Тихимирово до 14 август 1934 г. е Япча .

## Личности
- Тодорка Колева - народна певица